# 日本パン技術研究所
一般社団法人日本パン技術研究所（にほんパンぎじゅつけんきゅうじょ）とは、東京都江戸川区西葛西にある製パンに関する教育機関である。元農林水産省所管。

## 概要
主な事業活動は以下の3部門から行われている。
- 製パン教育事業
- フードセイフティー事業（「AIB食品安全システム」の教育・監査を行っている）
- 研究調査事業